# Glazenap (Mondkrater)
Glazenap ist ein Mondkrater auf der Rückseite des Mondes. Er liegt südsüdwestlich vom Mendelejewkrater und nordwestlich vom Pannekoekkrater. Er ist fast kreisförmig und kaum erodiert. Ein kleiner Krater befindet sich auf dem nordwestlichen Rand.
- Benennung (Internationale Astronomische Union) im Jahr: 1970
- Namensgeber: Sergei Pawlowitsch Glasenapp (Sowjetischer Astronom 1848–1937).

| Buchstabe | Position           | Durchmesser | Link |
| --------- | ------------------ | ----------- | ---- |
| E         | 2,12° S, 139,16° O | 12 km       |      |
| F         | 2,11° S, 139,8° O  | 10 km       |      |
| P         | 5,11° S, 136,36° O | 61 km       |      |
| S         | 2,58° S, 134,5° O  | 30 km       |      |
| V         | 1,24° S, 136,15° O | 21 km       |      |